# Qaasuitsup
Qaasuitsup (en groenlandés: Qaasuitsup Kommunia, Lugar de la Oscuridad Polar) fue un municipio o Kommune de Groenlandia, operativo desde el 1 de enero de 2009 hasta el 31 de diciembre de 2017. Consta de los antiguos municipios del oeste y norte de Groenlandia, cada uno llamado como el mayor asentamiento. Estos incluyen: Kangaatsiaq, Aasiaat, Qasigiannguit, Ilulissat, Qeqertarsuaq, Uummannaq, Upernavik y Qaanaaq. El centro administrativo del municipio estaba en Ilulissat. En 2018 fue dividido en los municipios de Qeqertalik (al sur junto con la isla Disko) y Avannaata (al norte). 

## Geografía
El municipio estaba situado en el noroeste de Groenlandia, con un área de 660.000 km², era el mayor municipio del mundo por área, era más grande que Francia. En el sur, estaba flanqueado por el municipio de Qeqqata. En el sudeste, hacía frontera con el municipio de Sermersooq, sin embargo este frontera iba de norte a sur (meridiano 45° Oeste) a través del centro de Sermersuaq, la capa de hielo de Groenlandia − y por eso estaba libre de tráfico. En el este y noreste hacía frontera con el parque nacional del noreste de Groenlandia.
En el extremo sur de la costa municipal estaban las aguas de la bahía de Disko, una ensenada de la más grande bahía de Baffin, que hacia el norte avanza en la isla de Groenlandia en la forma de la bahía de Melville. En el extremo noroeste cerca de Qaanaaq y Siorapaluk, las costas municipales se extendían hasta el estrecho de Nares, que separaba Groenlandia de la isla de Ellesmere.

## Poblaciones y asentamientos
- Aappilattoq
- Aasiaat (Egedesminde)
- Akunnaaq
- Attu
- Iginniarfik
- Ikamiut
- Ikerasaarsuk
- Ikerasak
- Ilimanaq (Claushavn)
- Illorsuit
- Ilulissat (Jakobshavn)
- Innaarsuit
- Kangaatsiaq
- Kangerluk
- Kangersuatsiaq
- Kitsissuarsuit
- Kullorsuaq
- Moriusaq
- Naajaat
- Niaqornaarsuk
- Niaqornat
- Nuugaatsiaq
- Nuussuaq (Kraulshavn)
- Oqaatsut (Rodebay)
- Qaanaaq (Thule)
- Qaarsut
- Qasigiannguit (Christianshåb)
- Qeqertaq
- Qeqertat
- Qeqertarsuaq (Godhavn)
- Saattut
- Saqqaq
- Savissivik
- Siorapaluk
- Tasiusaq
- Ukkusissat
- Upernavik
- Upernavik Kujalleq
- Uummannaq

## Galería

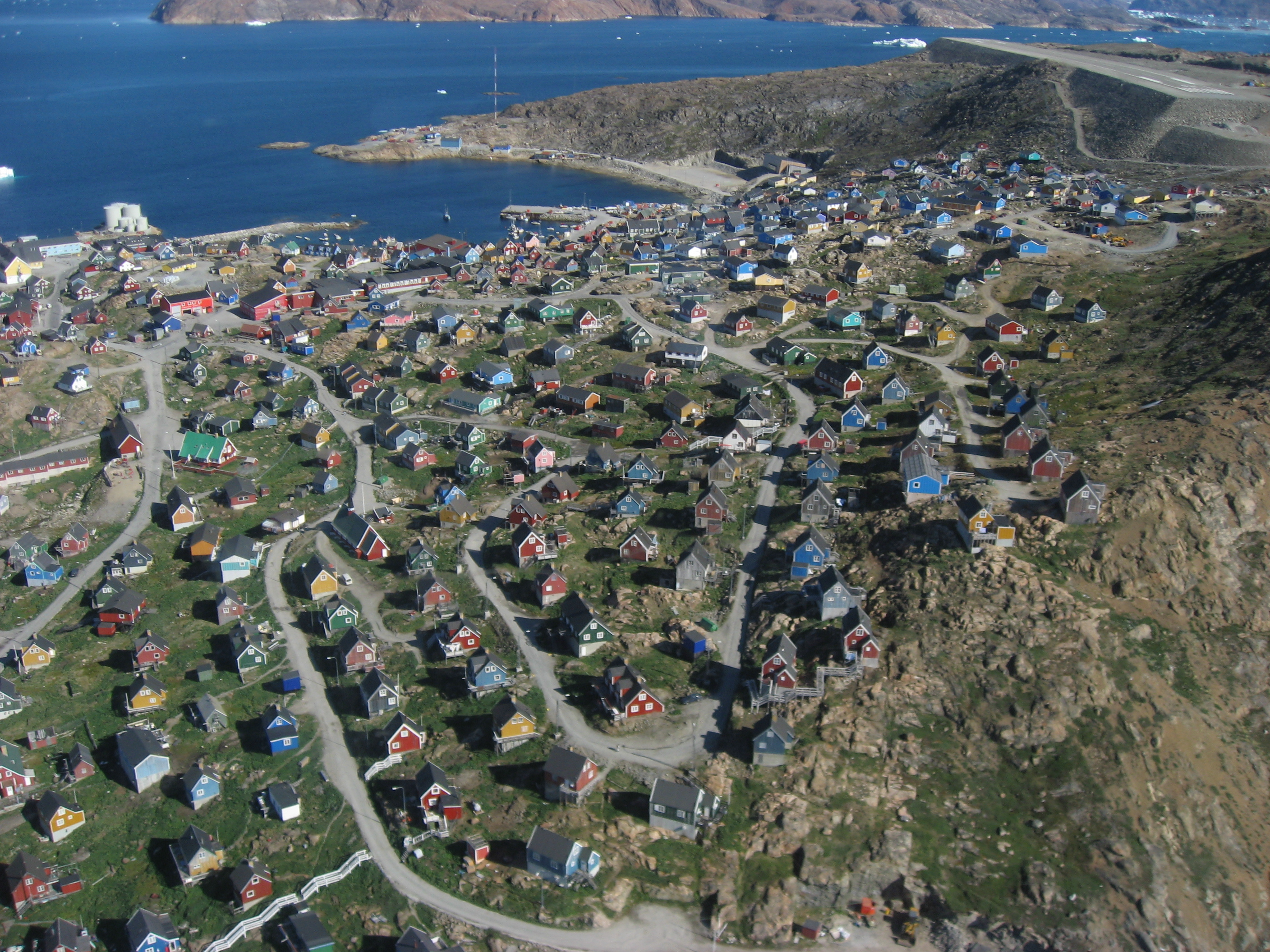
Vista aérea de Upernavik, Qaasuitsup
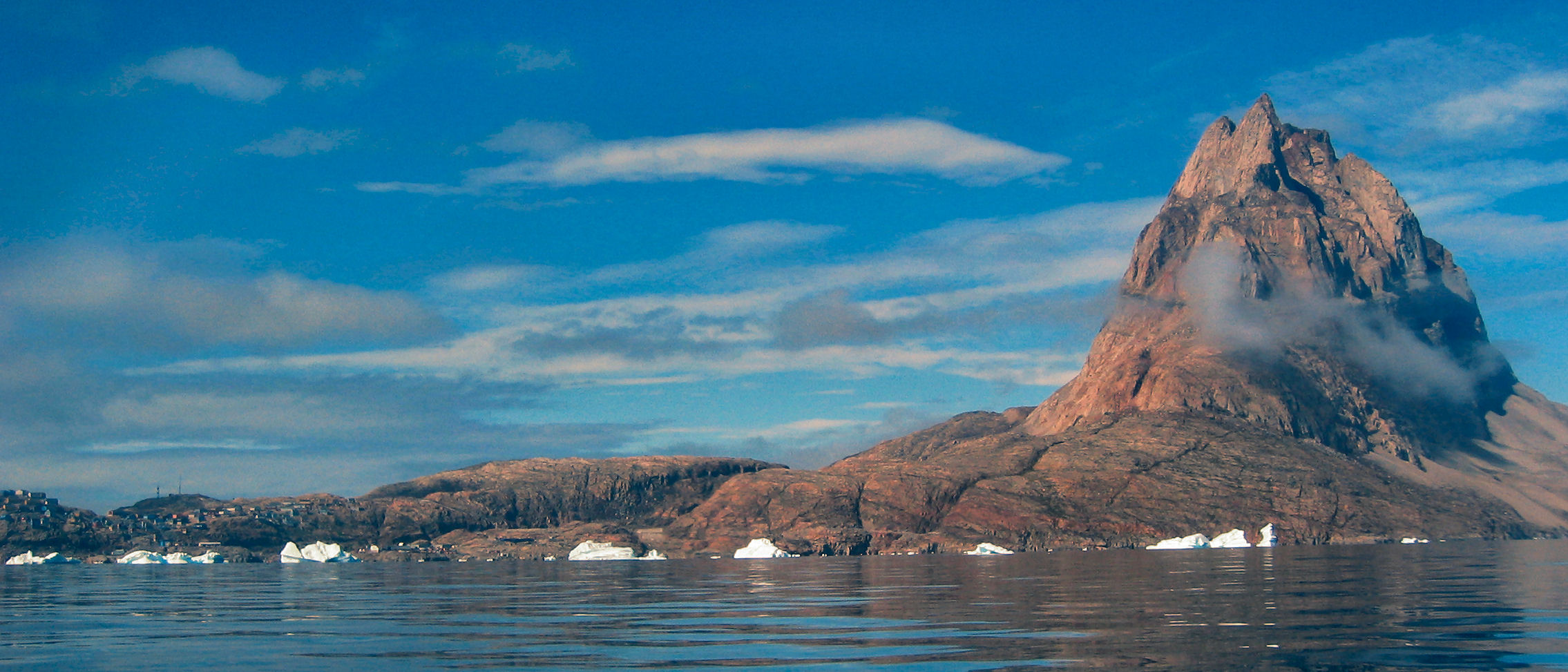
Vista de Uummannaq, Qaasuitsup la montaña de 1100 metros de los alrededores da nombre a la localidad
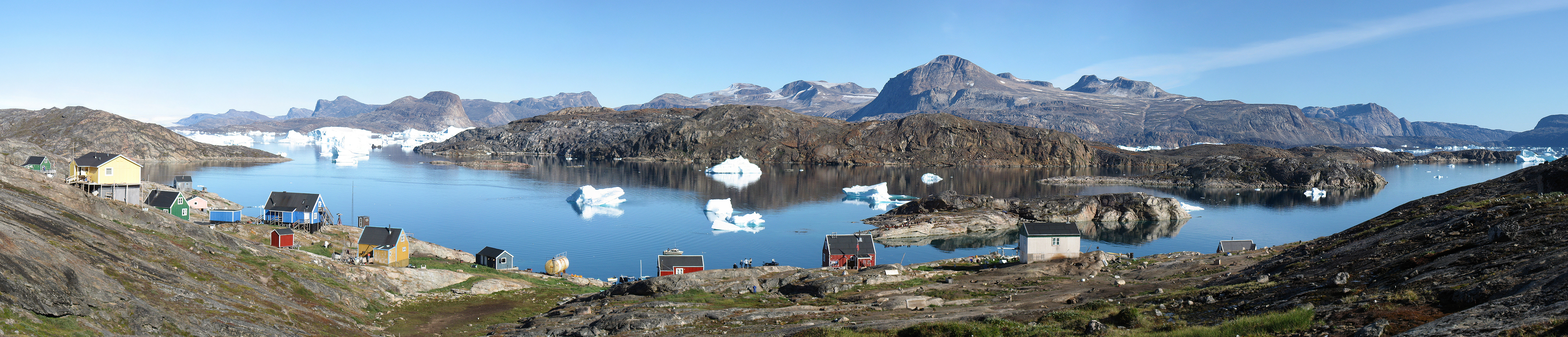
Naajaat, Qaasuitsup